# 아흐메드 압달라 모하메드 삼비

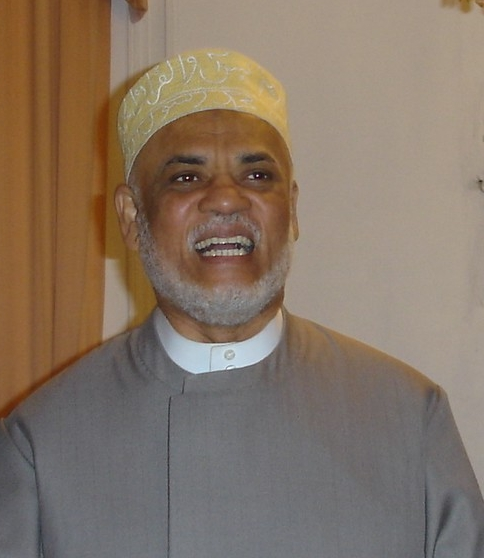
아흐메드 압달라 모하메드 삼비

아흐메드 압달라 모하메드 삼비(아랍어: أحمد عبدالله محمد سامبي, 1958년 6월 5일 태어남)는 코모로의 이슬람 지도자이자 정치인이며, 2006년부터 2011년까지 코모로의 대통령으로 재임하였다. 그는 아야톨라로서 대중적으로 알려진 상태이다. 전체 투표 중 58.02%의 득표율로 2006년 코모로 대통령 선거에서 승리한 후, 삼비는 2006년 5월 26일에 코모로의 대통령으로서 취임식을 거행하였다.

## 개인 삶
삼비는 앙주앙섬의 뭇사무두에서 태어났다. 그는 일곱 아이의 아버지이자 매트리스, 병에 담긴 물, 주요한 코모로 수출품인 향수를 생산하는 공장을 소유하고 있다. 그는 앙주앙의 수도, 뭇사무두에 있는 매트리스 집이라 불리는 가게 위에 산다. 그는 또한 울레지 (교육)이라 불리는 텔레비전 방송국을 세웠다.
그는 하드라마우트(예멘)의 바 알랄위가(家)의 자손이다.

### 코모로의 아야톨라
그는 수단, 사우디아라비아, 이란의 콤에서 이슬람 학문을 수학했다. 테헤란에 기반을 둔 탑낙 뉴스 회사에 따르면, 삼비가 아야톨라 메스바 야즈디 밑에서 공부했다고 전했다. 그의 순니파 배경에도 불구하고, 이란에 있던 동안과 터번을 향한 그의 기호는 그에게 "코모로의 아야톨라"라는 별명을 지어줬다.

## 정치 경력
앙주앙섬에서 2006년 4월 16일 코모로 대통령 선거에 무소속 후보로 출마한, 삼비는 13 명의 후보 중 23.70%를 득표하여 1위를 차지하였다.
5월 14일 코모로 대통령 선거로, 삼비는 은퇴한 프랑스 공군 장교 모하메드 드잔파리와 퇴임하는 대통령 아잘리 아소우마니를 뒷 배경으로 삼고있던 이브라힘 할리디를 뛰어넘어 국무장관 알리 압달라에 의해 최종 승리자로 선언되었다.

## 정치 견해
삼비는 코모로가 이슬람 국가가 될 준비가 안 되어 있으며 아무도 그의 대통령 재임기간 동안 히잡을 쓰도록 강요받지 않을 것이라고 말했다. 그는 또한 앙주앙섬 출신의 최초의 대통령이다. 그는 또한 부패와 싸우며, 직업을 만들며, 빈곤속에 살고있는 코모로인들의 대다수를 위하여 더 나은 집을 건설할 것을 약속했다.

## 역대 선거 결과
| 선거명      | 직책명        | 대수 | 정당   | 1차 득표율 | 1차 득표수 | 2차 득표율 | 2차 득표수 | 결과 | 당락 |
| ----------- | ------------- | ---- | ------ | ---------- | ---------- | ---------- | ---------- | ---- | ---- |
| 2006년 선거 | 코모로 대통령 | 9대  | 무소속 | 26.93%     | 14,568표   | 58.02%     | 99,112표   | 1위  |      |